# Комодити
Комодити (на английски: commodity) е термин в икономиката, който означава стока, за която има търсене, но е доставяна без квалитативна диференциация на пазара. Тя е обменима (fungible), тоест същата, независимо кой я произвежда. Примери в това отношение са петролът, хартията за тетрадки, млякото и медта.  Цената на медта е универсална и се колебае дневно, в зависимост от търсенето и предлагането. В противовес - стерео системите, например, имат много аспекти на продуктова диференциация, като марка, потребителски интерфейс, възприемано качество и прочее. И колкото по-ценна се смята една стерео система, толкова повече струва.